# Predappio
Predappio je město v italské provincii Forlì-Cesena v regionu Emilia-Romagna). Žije zde přibližně 6 300 obyvatel. Město je známé jako rodiště Benita Mussoliniho. Nachází se zde také jeho mauzoleum, které je nejvýznamnější turistickou atrakcí ve městě.

## Historie

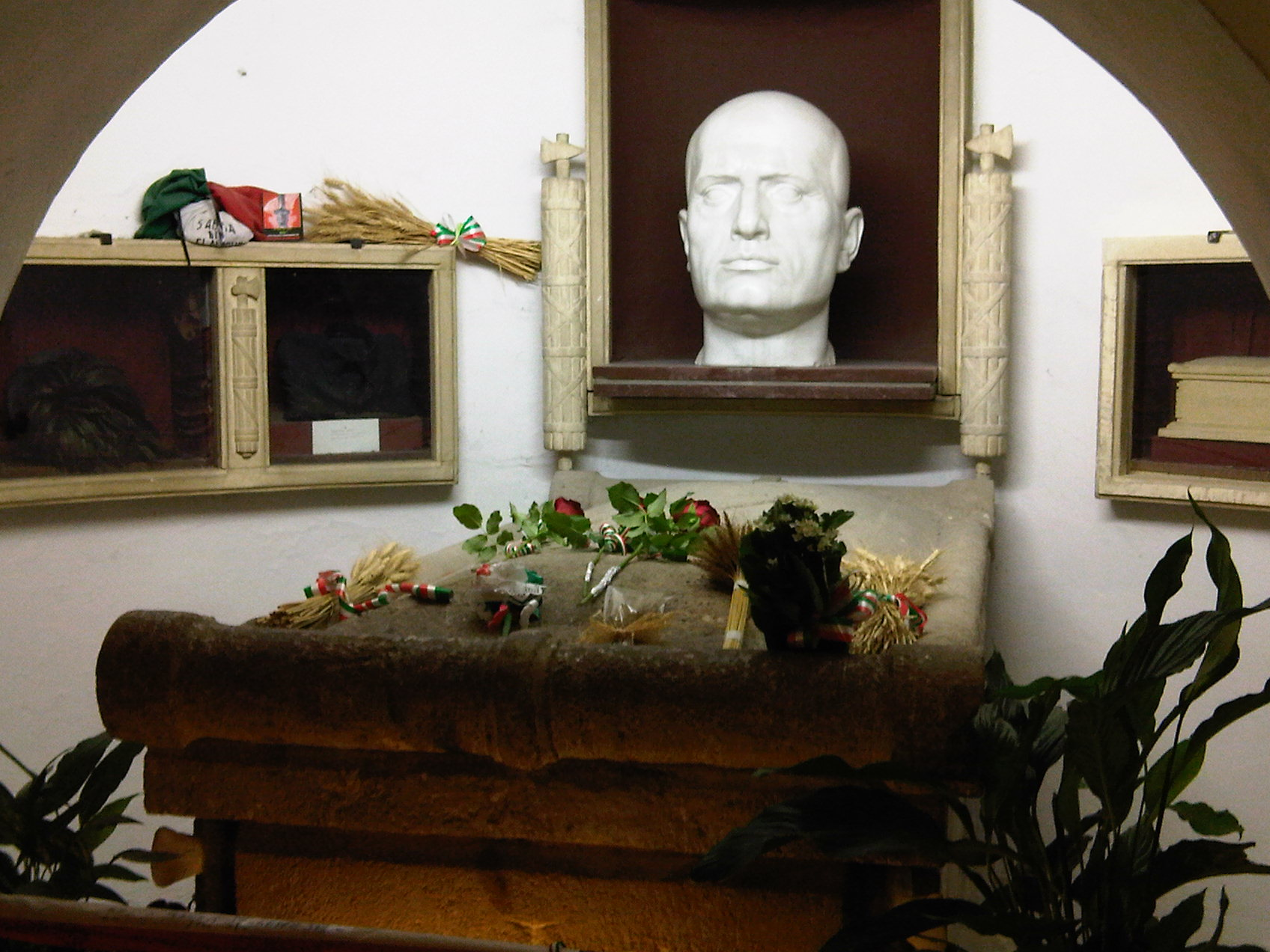
Mussoliniho hrob v Predappiu

Od svého založení (pravděpodobně Římany) až do 20. let 20. století bylo Predappio malým zemědělským městečkem. Ve středověku se město rozvíjelo okolo středověkého hradu a nazývalo se Dovia.
V roce 1883 se zde narodil Benito Mussolini. Jeho ostatky byly uloženy v rodinné hrobce Mussoliniů v Predappiu až v roce 1957 – po popravě v roce 1945 byl Mussolini pohřben v Miláně a o rok později bylo jeho tělo uloženo na kapucínském hřbitově v Cerro Maggiore.
V roce 2009 město zakázalo prodej suvenýrů s fašistickou tematikou, ale v roce 2016 byl prodej suvenýrů s fašistickou tematikou znovu povolen. V roce 2019 byl zvolen starostou města krajně pravicový politik Roberto Canali, tím skončila více než sedmdesátiletá vláda levice v Predappiu.

## Partnerská města
- Breuna, Německo
- Kenderes, Maďarsko